# Fulham Football Club 2018-2019
Questa voce raccoglie tutte le informazioni riguardanti il Fulham Football Club nelle competizioni ufficiali della stagione 2018-2019.

## Stagione
La stagione 2018-19 è il 121º campionato professionistico per il club londinese, e la sua quattordicesima stagione nella massima divisione da quando ha la denominazione Premier League. Questa stagione vede il Fulham ritornare in Premier League dopo quattro stagioni passate in Championship; inoltre partecipa alla FA Cup e alla League Cup, denominata Carabao Cup per motivi di sponsorizzazione.
In League Cup, denominata Carabao Cup per motivi di sponsorizzazione, la squadra, dopo aver superato Exeter City e Millwall, viene eliminata agli ottavi dal Manchester City, per 2-0, con una doppietta di Díaz.
In FA Cup il percorso è ancora più breve: sul campo di casa, rimedia una sorprendente sconfitta dall'Oldham Athletic che trova la vittoria per 2-1 a pochi minuti dalla conclusione della partita, sancendo così l'eliminazione dalla competizione.
Il 14 novembre, dopo un avvio negativo in campionato, il presidente Shahid Khan decide di esonerare l'allenatore serbo Slaviša Jokanović, affidando la panchina all'allenatore italiano Claudio Ranieri, che fa ritorno in Premier League.
Il 28 febbraio 2019, la società opta per un nuovo cambio in panchina, esonerando Claudio Ranieri e promuovendo Scott Parker, già presente nello staff come collaboratore tecnico, come nuovo allenatore, con la squadra in piena zona retrocessione.
Il 12 maggio 2019, conclude il campionato di Premier League al diciannovesimo posto, venendo sconfitto per 4-0 in casa, dal Newcastle, mettendo fine ad una annata non all'altezza degli obiettivi e ritornando dopo una sola stagione in Championship.

## Maglie e sponsor
Lo sponsor tecnico del Fulham per la stagione 2018-2019 è l'azienda tedesca, Adidas. Lo sponsor che comparirà sulle maglie è Dafabet. L'11 luglio 2018 vengono presentati il kit HOME ed il kit AWAY per la stagione 2018/2019.. L'11 agosto 2018, la società annuncia un accordo di sponsorizzazione con la ICM.com, società operante nel campo finanziario, la quale debutterà sulle divise di gioco come Sleeve Sponsor, ovvero sponsor di manica, nello specifico sul lato sinistro.
|  | Casa | Trasferta | Terza maglia | Single Match |

## Calciomercato

### Sessione estiva(dall'1/7 al 9/8)
| Acquisti | Acquisti                   | Acquisti            | Acquisti      |
| R.       | Nome                       | da                  | Modalità      |
| -------- | -------------------------- | ------------------- | ------------- |
| P        | Fabri                      | Beşiktaş            | definitivo    |
| P        | Sergio Rico                | Siviglia            | prestito      |
| D        | Maxime Le Marchand         | Nizza               | definitivo    |
| D        | Alfie Mawson               | Swansea City        | definitivo    |
| D        | Calum Chambers             | Arsenal             | prestito      |
| D        | Joe Bryan                  | Bristol City        | definitivo    |
| D        | Timothy Fosu-Mensah        | Manchester Utd      | prestito      |
| C        | Jean Seri                  | Nizza               | definitivo    |
| C        | George Williams            | St. Johnstone       | fine prestito |
| C        | André-Frank Zambo Anguissa | Olympique Marsiglia | definitivo    |
| A        | Aleksandar Mitrović        | Newcastle Utd       | riscatto      |
| A        | André Schürrle             | Borussia Dortmund   | prestito      |
| A        | Stephen Humphrys           | Rochdale            | fine prestito |
| A        | Luciano Vietto             | Atlético Madrid     | prestito      |
| A        | Elijah Adebayo             | Cheltenham Town     | fine prestito |
| A        | Terry Ablade               | Jazz                | definitivo    |

| Cessioni | Cessioni                | Cessioni       | Cessioni         |
| R.       | Nome                    | a              | Modalità         |
| -------- | ----------------------- | -------------- | ---------------- |
| P        | David Button            | Brighton       | definitivo       |
| P        | Marek Rodák             | Rotherham Utd  | rinnovo prestito |
| P        | Julian Schwarzer Garcia | FC Pipinsried  | fine contratto   |
| D        | Ryan Fredericks         | West Ham Utd   | fine contratto   |
| D        | Djed Spence             | Middlesbrough  | fine contratto   |
| D        | Joe Felix               | QPR            | fine contratto   |
| D        | Daniel Martin           | Leeds Utd      | fine contratto   |
| C        | Isaac Pearce            | Forest Green   | fine contratto   |
| C        | George Williams         | Forest Green   | fine contratto   |
| C        | Michael Elstone         |                | fine contratto   |
| C        | Tayo Edun               | Ipswich Town   | prestito         |
| A        | Stephen Humphrys        | Scunthorpe Utd | prestito         |
| A        | Elijah Adebayo          | Swindon Town   | prestito         |

### Operazioni esterne(dal 10/8 al 31/12)
| Acquisti | Acquisti      | Acquisti    | Acquisti   |
| R.       | Nome          | da          | Modalità   |
| -------- | ------------- | ----------- | ---------- |
| D        | Riley Warland | Perth Glory | definitivo |

| Cessioni | Cessioni               | Cessioni       | Cessioni |
| R.       | Nome                   | a              | Modalità |
| -------- | ---------------------- | -------------- | -------- |
| P        | Magnus Norman          | Rochdale       | prestito |
| D        | Marcelo Djaló          | Extremadura UD | prestito |
| C        | Jón Dagur Þorsteinsson | Vendsyssel     | prestito |
| A        | Cauley Woodrow         | Barnsley       | prestito |
| A        | Rui Fonte              | Lilla          | prestito |

### Sessione invernale(dall'1/1 al 18/1)
| Acquisti | Acquisti         | Acquisti       | Acquisti      |
| R.       | Nome             | da             | Modalità      |
| -------- | ---------------- | -------------- | ------------- |
| D        | Håvard Nordtveit | Hoffenheim     | prestito      |
| D        | Lazar Marković   | Liverpool      | svincolato    |
| A        | Elijah Adebayo   | Swindon Town   | fine prestito |
| A        | Stephen Humphrys | Scunthorpe Utd | fine prestito |
| A        | Ryan Babel       | Beşiktaş       | definitivo    |

| Cessioni | Cessioni         | Cessioni         | Cessioni   |
| R.       | Nome             | a                | Modalità   |
| -------- | ---------------- | ---------------- | ---------- |
| D        | Arron Davies     | Maidstone Utd    | prestito   |
| C        | Stefan Johansen  | West Bromwich    | prestito   |
| A        | Cauley Woodrow   | Barnsley         | riscattato |
| A        | Stephen Humphrys | Southend Utd     | definitivo |
| A        | Elijah Adebayo   | Stevenage        | prestito   |
| A        | Aboubakar Kamara | Yeni Malatyaspor | prestito   |

### Operazioni esterne(dal 19/1 al 30/6)
| Acquisti | Acquisti    | Acquisti       | Acquisti   |
| R.       | Nome        | da             | Modalità   |
| -------- | ----------- | -------------- | ---------- |
| C        | Luca Murphy | Hartlepool Utd | definitivo |

| Cessioni | Cessioni            | Cessioni      | Cessioni   |
| R.       | Nome                | a             | Modalità   |
| -------- | ------------------- | ------------- | ---------- |
| C        | Foday Nabay         | Nuneaton Town | svincolato |
| C        | Atli Hrafn Andrason | Víkingur      | prestito   |

## Rosa
Rosa aggiornata al 1º febbraio 2019.
| N. |                         | Ruolo | Calciatore          |
| -- | ----------------------- | ----- | ------------------- |
| 1  | Inghilterra (bandiera)  | P     | Marcus Bettinelli   |
| 3  | Inghilterra (bandiera)  | D     | Ryan Sessegnon      |
| 4  | Belgio (bandiera)       | D     | Denis Odoi          |
| 5  | Inghilterra (bandiera)  | D     | Calum Chambers      |
| 6  | Scozia (bandiera)       | C     | Kevin McDonald      |
| 7  | RD del Congo (bandiera) | C     | Neeskens Kebano     |
| 8  | Norvegia (bandiera)     | C     | Stefan Johansen     |
| 9  | Serbia (bandiera)       | A     | Aleksandar Mitrović |
| 10 | Scozia (bandiera)       | C     | Tom Cairney         |
| 11 | Togo (bandiera)         | C     | Floyd Ayité         |
| 12 | Inghilterra (bandiera)  | A     | Ryan Babel          |
| 13 | Stati Uniti (bandiera)  | D     | Tim Ream            |
| 14 | Germania (bandiera)     | A     | André Schürrle      |
| 16 | Norvegia (bandiera)     | D     | Håvard Nordtveit    |
| 19 | Argentina (bandiera)    | A     | Luciano Vietto      |
| 20 | Francia (bandiera)      | D     | Maxime Le Marchand  |

| N. |                           | Ruolo | Calciatore                 |
| -- | ------------------------- | ----- | -------------------------- |
| 21 | Inghilterra (bandiera)    | D     | Timothy Fosu-Mensah        |
| 22 | Irlanda (bandiera)        | D     | Cyrus Christie             |
| 23 | Inghilterra (bandiera)    | D     | Joe Bryan                  |
| 24 | Costa d'Avorio (bandiera) | C     | Jean Seri                  |
| 25 | Spagna (bandiera)         | P     | Sergio Rico                |
| 26 | Inghilterra (bandiera)    | D     | Alfie Mawson               |
| 29 | Camerun (bandiera)        | C     | André Frank Zambo Anguissa |
| 30 | Serbia (bandiera)         | D     | Lazar Marković             |
| 31 | Spagna (bandiera)         | P     | Fabri                      |
| 33 | Inghilterra (bandiera)    | C     | Matt O'Riley               |
| 36 | Stati Uniti (bandiera)    | C     | Luca de la Torre           |
| 43 | Inghilterra (bandiera)    | D     | Steven Sessegnon           |
| 44 | Belgio (bandiera)         | C     | Ibrahima Cissé             |
| 47 | Francia (bandiera)        | A     | Aboubakar Kamara           |
| 50 | Inghilterra (bandiera)    | P     | Luca Ashby-Hammond         |
| 56 | Inghilterra (bandiera)    | C     | Harvey Elliott             |

## Staff tecnico
Dal sito Internet ufficiale della società.
Area tecnica
- Scott Parker – Allenatore
- Stuart Gray – Vice allenatore
- Matt Wells – Assistente Tecnico
- Paolo Orlandoni – Preparatore dei portieri

Area sanitaria, Ricerca scientifica e preparazione atletica
- Marco Cesarini – Resp. Medico prima squadra e Scienze dello sport
- Andrea Azzalin – Resp. Fitness & Prestazioni Fisiche
- Vitantonio Pascale – Ass. Resp. Fitness & Prestazioni Fisiche
- Alastair Harris – Capo Scienze dello sport
- Nigel Sellars – Medico sociale

Academy e settore giovanile
- Huw Jennings – Direttore Academy
- Steve Wigley – Capo degli Allenatore Academy
- Mark Pembridge – Allenatore Under 18

## Risultati

### Premier League

#### Girone di andata
| Arbitro: | Dean |

|  |           |                      |
|  | Marcatori | 41’ Schlupp 79’ Zaha |

| Arbitro: | Taylor |

|                                 |           |              |
| Lucas 43’ Trippier 74’ Kane 77’ | Marcatori | 52’ Mitrović |

| Arbitro: | Coote |

|                                        |           |                            |
| Seri 4’ Mitrović 36’, 38’ Schürrle 83’ | Marcatori | 10’ Hendrick 41’ Tarkowski |

| Arbitro: | Probert |

|                        |           |                           |
| Murray 67’, 84’ (rig.) | Marcatori | 43’ Schürrle 62’ Mitrović |

| Arbitro: | Attwell |

|                                |           |  |
| Sané 2’ Silva 21’ Sterling 47’ | Marcatori |  |

| Arbitro: | Atkinson |

|              |           |         |
| Mitrović 78’ | Marcatori | 2’ Gray |

| Arbitro: | East |

|                               |           |  |
| Sigurðsson 56’, 89’ Tosun 66’ | Marcatori |  |

| Arbitro: | Tierney |

|              |           |                                                   |
| Schürrle 44’ | Marcatori | 29’, 49’ Lacazette 67’ Ramsey 79’, 90’ Aubameyang |

| Arbitro: | Friend |

|                                             |           |                            |
| Murphy 15’ Reid 20’ Paterson 65’ Harris 87’ | Marcatori | 11’ Schürrle 34’ Sessegnon |

| Arbitro: | Marriner |

|  |           |                                   |
|  | Marcatori | 14’ (rig.), 85’ Wilson 72’ Brooks |

| Arbitro: | Taylor |

|                        |           |  |
| Fosu-Mensah 29’ (aut.) | Marcatori |  |

| Arbitro: | Tierney |

|                       |           |  |
| Salah 41’ Shaqiri 53’ | Marcatori |  |

| Arbitro: | Oliver |

|                                |           |                    |
| Mitrović 33’, 63’ Schürrle 43’ | Marcatori | 18’, 53’ Armstrong |

| Arbitro: | Pawson |

|                           |           |  |
| Pedro 4’ Loftus-Cheek 82’ | Marcatori |  |

| Arbitro: | Coote |

|            |           |              |
| Kamara 42’ | Marcatori | 74’ Maddison |

| Arbitro: | Probert |

|                                            |           |                   |
| Young 13’ Mata 28’ Lukaku 42’ Rashford 82’ | Marcatori | 67’ (rig.) Kamara |

| Arbitro: | Dean |

|  |           |                           |
|  | Marcatori | 17’ Snodgrass 29’ Antonio |

| Newcastle upon Tyne 22 dicembre 2018, ore 15:00 WET 18ª giornata | Newcastle Utd | 0 – 0 referto | Fulham | St James' Park (51 237 spett.)\| Arbitro: \| Atkinson \| |
| Arbitro:                                                         | Atkinson      |               |        |                                                          |

| Arbitro: | Marriner |

|               |           |           |
| Sessegnon 74’ | Marcatori | 85’ Saïss |

#### Girone di ritorno
| Arbitro: | Friend |

|              |           |  |
| Mitrović 90’ | Marcatori |  |

| Arbitro: | Scott |

|                                                   |           |            |
| Xhaka 25’ Lacazette 55’ Ramsey 79’ Aubameyang 83’ | Marcatori | 69’ Kamara |

| Arbitro: | Atkinson |

|                              |           |             |
| Hendrick 20’ Odoi 23’ (aut.) | Marcatori | 2’ Schürrle |

| Arbitro: | Pawson |

|                     |           |                    |
| Llorente 17’ (aut.) | Marcatori | 51’ Alli 90’ Winks |

| Arbitro: | Probert |

|                                           |           |                |
| Chambers 47’ Mitrović 58’, 74’ Vietto 79’ | Marcatori | 3’, 17’ Murray |

| Arbitro: | Oliver |

|                                    |           |  |
| Milivojević 25’ (rig.) Schlupp 87’ | Marcatori |  |

| Arbitro: | Tierney |

|  |           |                                   |
|  | Marcatori | 14’, 65’ (rig.) Pogba 23’ Martial |

| Arbitro: | Mason |

|                                    |           |          |
| Hernández 29’ Diop 40’ Antonio 90’ | Marcatori | 3’ Babel |

| Arbitro: | Taylor |

|                           |           |  |
| Romeu 23’ Ward-Prowse 40’ | Marcatori |  |

| Arbitro: | Scott |

|              |           |                          |
| Chambers 28’ | Marcatori | 20’ Higuaín 31’ Jorginho |

| Arbitro: | Coote |

|                              |           |           |
| Tielemans 21’ Vardy 78’, 86’ | Marcatori | 51’ Ayité |

| Arbitro: | Pawson |

|           |           |                            |
| Babel 74’ | Marcatori | 26’ Mané 81’ (rig.) Milner |

| Arbitro: | Friend |

|  |           |                     |
|  | Marcatori | 5’ Silva 27’ Agüero |

| Arbitro: | East |

|                                                |           |           |
| Doucouré 23’ Hughes 63’ Deeney 69’ Femenía 75’ | Marcatori | 33’ Babel |

| Arbitro: | Probert |

|                       |           |  |
| Cairney 46’ Babel 69’ | Marcatori |  |

| Arbitro: | Coote |

|  |           |                     |
|  | Marcatori | 53’ (rig.) Mitrović |

| Arbitro: | Kavanagh |

|           |           |  |
| Babel 79’ | Marcatori |  |

| Arbitro: | Moss |

|                |           |  |
| Dendoncker 75’ | Marcatori |  |

| Arbitro: | Friend |

|  |           |                                           |
|  | Marcatori | 9’ Shelvey 11’ Pérez 61’ Schär 90’ Rondón |

### FA Cup
| Arbitro: | Taylor |

|          |           |                              |
| Odoi 52’ | Marcatori | 76’ (rig.) Surridge 88’ Lang |

### Coppa di Lega
| Arbitro: | Friend |

|                |           |  |
| Kamara 4’, 48’ | Marcatori |  |

| Arbitro: | Bond |

|             |           |                                       |
| Elliott 61’ | Marcatori | 7’ Bryan 52’ de la Torre 68’ Christie |

| Arbitro: | Atkinson |

|               |           |  |
| Díaz 18’, 65’ | Marcatori |  |

## Statistiche

### Statistiche di squadra
| Competizione   | Punti | In casa | In casa | In casa | In casa | In casa | In casa | In trasferta | In trasferta | In trasferta | In trasferta | In trasferta | In trasferta | Totale | Totale | Totale | Totale | Totale | Totale | DR  |
| Competizione   | Punti | G       | V       | N       | P       | Gf      | Gs      | G            | V            | N            | P            | Gf           | Gs           | G      | V      | N      | P      | Gf     | Gs     | DR  |
| -------------- | ----- | ------- | ------- | ------- | ------- | ------- | ------- | ------------ | ------------ | ------------ | ------------ | ------------ | ------------ | ------ | ------ | ------ | ------ | ------ | ------ | --- |
| Premier League | 26    | 19      | 6       | 3       | 10      | 22      | 36      | 19           | 1            | 2            | 16           | 12           | 45           | 38     | 7      | 5      | 26     | 34     | 81     | -47 |
| FA Cup         | -     | 1       | 0       | 0       | 1       | 1       | 2       | 0            | 0            | 0            | 0            | 0            | 0            | 1      | 0      | 0      | 1      | 1      | 2      | -1  |
| Coppa di Lega  | -     | 1       | 1       | 0       | 0       | 2       | 0       | 2            | 1            | 0            | 1            | 3            | 3            | 3      | 2      | 0      | 1      | 5      | 3      | +2  |
| Totale         | -     | 21      | 7       | 3       | 11      | 25      | 38      | 21           | 2            | 2            | 17           | 15           | 48           | 42     | 9      | 5      | 28     | 40     | 86     | -46 |

### Andamento in campionato
| Giornata  | 1  | 2  | 3  | 4  | 5  | 6  | 7  | 8  | 9  | 10 | 11 | 12 | 13 | 14 | 15 | 16 | 17 | 18 | 19 | 20 | 21 | 22 | 23 | 24 | 25 | 26 | 27 | 28 | 29 | 30 | 31 | 32 | 33 | 34 | 35 | 36 | 37 | 38 |
| --------- | -- | -- | -- | -- | -- | -- | -- | -- | -- | -- | -- | -- | -- | -- | -- | -- | -- | -- | -- | -- | -- | -- | -- | -- | -- | -- | -- | -- | -- | -- | -- | -- | -- | -- | -- | -- | -- | -- |
| Luogo     | C  | T  | C  | T  | T  | C  | T  | C  | T  | C  | T  | T  | C  | T  | C  | T  | C  | T  | C  | C  | T  | T  | C  | C  | T  | C  | T  | T  | C  | T  | C  | C  | T  | C  | T  | C  | T  | C  |
| Risultato | P  | P  | V  | N  | P  | N  | P  | P  | P  | P  | P  | P  | V  | P  | N  | P  | P  | N  | N  | V  | P  | P  | P  | V  | P  | P  | P  | P  | P  | P  | P  | P  | P  | V  | V  | V  | P  | P  |
| Posizione | 15 | 18 | 11 | 13 | 15 | 15 | 17 | 17 | 18 | 18 | 20 | 20 | 20 | 20 | 20 | 20 | 20 | 20 | 19 | 19 | 19 | 19 | 19 | 19 | 19 | 19 | 19 | 19 | 19 | 19 | 19 | 19 | 19 | 19 | 19 | 19 | 19 | 19 |

Legenda:

Luogo: C = Casa; T = Trasferta. Risultato: V = Vittoria; N = Pareggio; P = Sconfitta.

### Statistiche dei giocatori
| Giocatore      | Premier League | Premier League | Premier League | Premier League | FA Cup   | FA Cup | FA Cup      | FA Cup     | Coppa di Lega | Coppa di Lega | Coppa di Lega | Coppa di Lega | Totale   | Totale | Totale      | Totale     |
| Giocatore      | Presenze       | Reti           | Ammonizioni    | Espulsioni     | Presenze | Reti   | Ammonizioni | Espulsioni | Presenze      | Reti          | Ammonizioni   | Espulsioni    | Presenze | Reti   | Ammonizioni | Espulsioni |
| -------------- | -------------- | -------------- | -------------- | -------------- | -------- | ------ | ----------- | ---------- | ------------- | ------------- | ------------- | ------------- | -------- | ------ | ----------- | ---------- |
| M. Bettinelli  | 7              | 0              | 1              | 0              | 1        | 0      | 0           | 0          | -             | -             | -             | -             | 8        | 0      | 1           | 0          |
| Fabri          | 2              | 0              | 0              | 0              | -        | -      | -           | -          | -             | -             | -             | -             | 2        | 0      | 0           | 0          |
| H. Schötterl   | -              | -              | -              | -              | -        | -      | -           | -          | -             | -             | -             | -             | -        | -      | -           | -          |
| S. Rico        | 29             | 0              | 1              | 0              | -        | -      | -           | -          | 3             | 0             | 0             | 0             | 32       | 0      | 1           | 0          |
| J. Bryan       | 28             | 0              | 5              | 0              | -        | -      | -           | -          | 1             | 1             | 0             | 0             | 29       | 1      | 5           | 0          |
| C. Chambers    | 31             | 2              | 9              | 0              | 1        | 0      | 0           | 0          | 1             | 0             | 0             | 0             | 33       | 2      | 9           | 0          |
| C. Christie    | 28             | 0              | 7              | 0              | -        | -      | -           | -          | 3             | 1             | 0             | 0             | 31       | 1      | 7           | 0          |
| T. Fosu-Mensah | 12             | 0              | 3              | 0              | -        | -      | -           | -          | 1             | 0             | 0             | 0             | 13       | 0      | 3           | 0          |
| M. Marchand    | 26             | 0              | 5              | 0              | 1        | 0      | 0           | 0          | 2             | 0             | 0             | 0             | 29       | 0      | 5           | 0          |
| Marcelo        | -              | -              | -              | -              | -        | -      | -           | -          | -             | -             | -             | -             | -        | -      | -           | -          |
| A. Mawson      | 15             | 0              | 2              | 0              | -        | -      | -           | -          | 1             | 0             | 0             | 0             | 16       | 0      | 2           | 0          |
| D. Odoi        | 31             | 0              | 4              | 0              | 1        | 1      | 1           | 0          | 2             | 0             | 0             | 0             | 34       | 1      | 5           | 0          |
| T. Ream        | 26             | 0              | 1              | 0              | 1        | 0      | 0           | 0          | 2             | 0             | 0             | 0             | 29       | 0      | 1           | 0          |
| S. Sessegnon   | -              | -              | -              | -              | -        | -      | -           | -          | 2             | 0             | 0             | 0             | 2        | 0      | 0           | 0          |
| A. Anguissa    | 22             | 0              | 1              | 1              | -        | -      | -           | -          | 3             | 0             | 0             | 0             | 25       | 0      | 1           | 1          |
| T. Cairney     | 31             | 1              | 0              | 0              | 1        | 0      | 0           | 0          | 1             | 0             | 0             | 0             | 33       | 1      | 0           | 0          |
| I. Cissé       | 3              | 0              | 0              | 0              | 1        | 0      | 0           | 0          | 1             | 0             | 0             | 0             | 5        | 0      | 0           | 0          |
| L. de la Torre | -              | -              | -              | -              | -        | -      | -           | -          | 2             | 1             | 0             | 0             | 2        | 1      | 0           | 0          |
| S. Johansen    | 12             | 0              | 4              | 0              | -        | -      | -           | -          | 1             | 0             | 0             | 0             | 13       | 0      | 4           | 0          |
| N. Kebano      | 7              | 0              | 0              | 0              | 1        | 0      | 1           | 0          | 1             | 0             | 0             | 0             | 9        | 0      | 1           | 0          |
| L. Marković    | 1              | 0              | 0              | 0              | -        | -      | -           | -          | -             | -             | -             | -             | 1        | 0      | 0           | 0          |
| K. McDonald    | 15             | 0              | 4              | 1              | -        | -      | -           | -          | 1             | 0             | 0             | 0             | 16       | 0      | 4           | 1          |
| H. Nordtveit   | 5              | 0              | 0              | 0              | -        | -      | -           | -          | -             | -             | -             | -             | 5        | 0      | 0           | 0          |
| M. O'Riley     | -              | -              | -              | -              | -        | -      | -           | -          | 1             | 0             | 0             | 0             | 1        | 0      | 0           | 0          |
| J. Seri        | 32             | 1              | 6              | 0              | 1        | 0      | 0           | 0          | 1             | 0             | 0             | 0             | 34       | 1      | 6           | 0          |
| F. Ayité       | 16             | 1              | 0              | 0              | 1        | 0      | 0           | 0          | 2             | 0             | 0             | 0             | 19       | 1      | 0           | 0          |
| R. Babel       | 16             | 5              | 3              | 0              | -        | -      | -           | -          | -             | -             | -             | -             | 16       | 5      | 3           | 0          |
| H. Elliott     | 2              | 0              | 0              | 0              | -        | -      | -           | -          | 1             | 0             | 0             | 0             | 3        | 0      | 0           | 0          |
| A. Mitrović    | 37             | 11             | 7              | 0              | 1        | 0      | 0           | 0          | 1             | 0             | 0             | 0             | 39       | 11     | 7           | 0          |
| A. Schürrle    | 24             | 6              | 2              | 0              | -        | -      | -           | -          | 1             | 0             | 0             | 0             | 25       | 6      | 2           | 0          |
| R. Sessegnon   | 35             | 2              | 0              | 0              | 1        | 0      | 1           | 0          | 2             | 0             | 0             | 0             | 38       | 2      | 1           | 0          |
| L. Vietto      | 20             | 1              | 1              | 0              | 1        | 0      | 0           | 0          | 1             | 0             | 0             | 0             | 22       | 1      | 1           | 0          |
| A. Kamara      | 13             | 3              | 2              | 0              | -        | -      | -           | -          | 2             | 2             | 0             | 0             | 15       | 5      | 2           | 0          |
| R. Fonte       | 1              | 0              | 0              | 0              |          |        |             |            |               |               |               |               |          |        |             |            |